# شب‌نامه (فیلم)
شب‌نامه یک فیلم مستند ۱۰۰ دقیقه‌ای تولید سال ۱۳۹۵ ایران است. موضوع فیلم، فعالیت‌های سیامک نمازی فرزند محمدباقر نمازی است که در مهرماه ۱۳۹۵ به جرم «همکاری با دولت آمریکا» و هرکدام به ۱۰ سال حبس محکوم شدند.

## حواشی
اکران شب‌نامه در دانشگاه‌های ایران، بازتاب‌های مختلفی در رسانه‌ها داشته‌است. برنامه اکران این مستند در دانشگاه تهران با دستور مسئولین دانشگاه، لغو شد.
بنا به اظهارات نویسنده فیلم، کانال تلگرام شب‌نامه یکی از منابع تحقیقاتی تیم سازنده فیلم از طریق ارتباط مستقیم با مخاطبان بوده‌است. هک شدن این کانال از سوی افراد نامعلوم، واکنش سازندگان مستند را به دنبال داشت.